# Marquee Moon (Album)

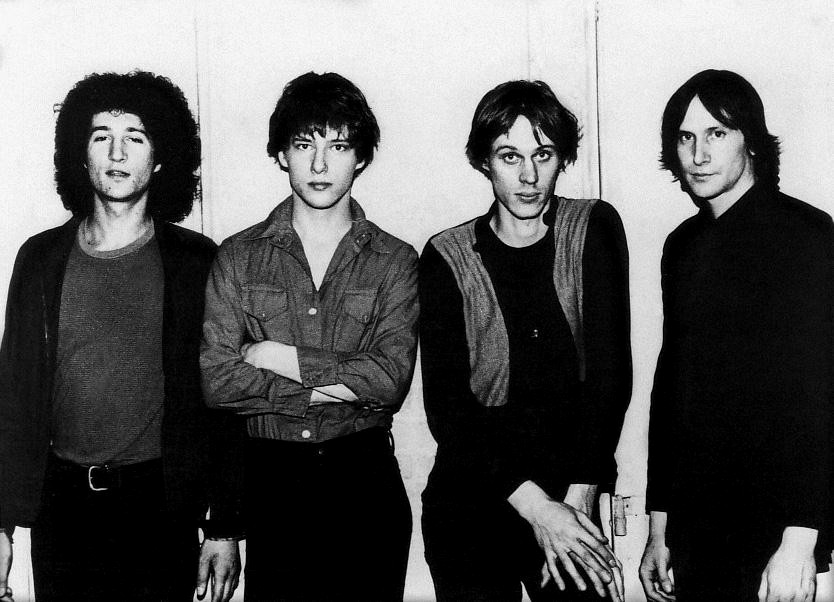
Television 1977

Marquee Moon ist das Debütalbum der New Yorker Rockband Television und wurde am 8. Februar 1977 auf dem Label Elektra Records veröffentlicht. Marquee Moon gilt als eines der einflussreichsten Rockalben überhaupt und ist in zahlreichen Bestenlisten vertreten. Obwohl das Album durchweg positive Kritik erntete, blieb das Album in den Vereinigten Staaten ein kommerzieller Misserfolg. In Großbritannien hingegen kletterte Marquee Moon schon im März bis auf Platz 28 der nationalen Albencharts. Auf dem Cover ist ein Foto der Band zu sehen, welches von Robert Mapplethorpe gemacht wurde.

## Vorgeschichte
Marquee Moon ist das erste von drei Alben der Rockband Television, die 1972 unter dem Namen The Neon Boys begann und damals aus Tom Verlaine, Richard Hell, Billy Ficca und Richard Lloyd bestand. 1973 benannten sie sich um und spielten ab März 1974 ihre ersten Konzerte im heute legendären New Yorker Club CBGB. Die erfolgreichen Auftritte weckten das Interesse von Island Records und es kam zur Zusammenarbeit mit Brian Eno, der im Dezember 1974 mehrere Demoaufnahmen von Television produzierte. Vier der sechs Songs sind Prove It, Give Me A Friction, Venus und Marquee Moon, welche 1976 für das Debütalbum erneut eingespielt wurden. Kreative Differenzen führten zur Trennung von Eno, die Ergebnisse der Aufnahmesessions kamen jedoch als Bootleg namens Television With Bryan Eno in Umlauf. Aufgrund seiner Drogenprobleme musste Bassist Richard Hell Television im März 1975 verlassen, ersetzt wurde er durch Fred Smith. Terry Ork, Mentor der Band, gründete 1975 das Label Ork Records, um die erste Single, den auf A- und B-Seite aufgeteilten Song Little Johnny Jewel, zu veröffentlichen. Die beachtlichen Verkaufszahlen der 7″-Single veranlassten die Plattenfirma Elektra Records, Television unter Vertrag zu nehmen.

## Singles
Elektra koppelte 1977 drei Singles von dem Album aus. Der Titelsong Marquee Moon erschien mit einer Monoversion des Stückes als B-Seite und erreichte in den UK Top 40 Platz 30 im April. Im Juli schaffte es Prove It mit Venus auf der B-Seite sogar auf Platz 25. Ferner wurde in Japan eine Single mit Venus als A-Seite veröffentlicht, die auf der anderen Seite Friction enthielt. In den USA hatte keine der Singles nennenswerte Erfolge.

## Veröffentlichung
Marquee Moon wurde am 8. Februar 1977 auf LP und Kompaktkassette veröffentlicht. Im November 1987 erschien es erstmals auf CD. Am 23. September 2003 veröffentlichten Elektra und Rhino Records das Album remastered und mit fünf Bonustracks auf CD neu. Seit 2015 ist Marquee Moon auch im hochauflösenden Audioformat (192 kHz/24-Bit) als Download erhältlich. Am 2. Oktober 2018 erschien Marquee Moon samt den fünf Bonustracks als Doppelalbum erstmals auf LP.

## Titelliste
Bis auf die gekennzeichnete Ausnahme stammen alle Songs aus der Feder von Tom Verlaine.
Seite 1
1. See No Evil – 3:53
2. Venus – 3:51
3. Friction – 4:44
4. Marquee Moon – 10:40
Seite 2
5. Elevation – 5:07
6. Guiding Light (Richard Lloyd, Tom Verlaine) – 5:35
7. Prove It – 5:02
8. Torn Curtain – 6:56
Bonustracks
9. Little Johnny Jewel (Parts 1 & 2) – 7:09
10. See No Evil (Alternative Version) – 4:40
11. Friction (Alternative Version) – 4:52
12. Marquee Moon (Alternative Version) – 10:54
13. Untitled Instrumental – 3:22
Die 2003 erschienene CD-Version (Länge: 77 Minuten) wurde von Dan Hersch bei Digirep Tape Research & Mastering neu gemastert.
Bei Little Johnny Jewel handelt es sich um Televisions Debütsingle, die am 18. August 1975 bei Ork Records erschien. Das namenlose Instrumentalstück ist eine nicht fertiggestellte Aufnahme des Songs O Mi Amore, der zwischen 1976 und 1977 von der Band oft auf Konzerten gespielt wurde. Es entstand bei den Aufnahmen zu Televisions zweitem Album Adventure.

## Rezeption
Das britische Fachmagazin New Musical Express widmete dem Album zwei Seiten, die der Musikkritiker Nick Kent mit den Worten beschloss: „Sie sind eine Band in einer Million; die Lieder gehören zu den ewig Größten. Das Album heißt Marquee Moon“ („They are one band in a million; the songs are some of the greatest ever. The album is Marquee Moon“).
Ähnlich enthusiastisch urteilte Hermann Haring, damals Chefredakteur beim Musikexpress, das zur Platte des Monats gekürte Werk: „Nur wenige Platten haben mich in den vergangenen sieben, acht Jahren so erregt und fasziniert wie das Debütalbum der jungen New Yorker Band Television.“
Die Musikzeitschrift Rolling Stone wählte Marquee Moon 2003 auf Platz 130 und 2020 auf Platz 107 der 500 besten Alben aller Zeiten sowie auf Platz 38 der 100 besten Debütalben. Der zehnminütige Titelsong belegte 2008 Platz 41 der 100 besten Gitarrensongs sowie 2010 Platz 381 und 2021 Platz 173 der 500 besten Songs aller Zeiten.
Marquee Moon wurde in die 1001 Albums You Must Hear Before You Die aufgenommen. Rezensent Jim Harrington schreibt: „Das Resultat war ein Gitarrenalbum, das wie kein anderes klang.“
In der Auswahl der 500 besten Alben aller Zeiten des New Musical Express erreichte Marquee Moon Platz 29.
Das Magazin Mojo wählte das Album 1995 auf Platz 17 der 100 besten Alben aller Zeiten.
In der Zusammenstellung der 100 besten Alben des Guardians wurde Marquee Moon auf Platz 33 gewählt.
In der Liste der 200 besten Alben von Uncut belegt Marquee Moon Platz 10.
Pitchfork führt das Album auf Platz 3 der 100 besten Alben der 1970er Jahre und den gleichnamigen Titelsong auf Platz 8 der 200 besten Songs des Jahrzehnts.
Redakteur Tyler Wilcox bewertete Marquee Moon 2017: „Aber 40 Jahre später bleibt Marquee Moon eine einzigartige Leistung, die den Begriff Punk übersteigt und immer noch frisch klingt. Es ist ein Klassiker von Anfang bis Ende.“ (“But 40 years later, Marquee Moon remains a singular achievement that transcends the “punk” label and still sounds fresh. It’s a classic from start to finish.”).
Der Musikexpress wählte den Song Marquee Moon 2018 auf Platz 42 der 100 besten Songs aller Zeiten.
Douglas „Doug“ McCombs von der Band Tortoise würdigt die Wirkung des Albums: „Anfangs wirkte Marquee Moon auf mich wie jedes dieser anderen Punk-Alben: eigentümlich und anders als alles, was im Radio lief. Aber als ich es dann häufiger gehört hatte, begriff ich, dass es etwas hatte, was es auch von den anderen Punk-Alben unterscheidet (mit Ausnahme der LP Los Angeles von X vielleicht, die sich für mich ähnlich anfühlt): Television vermittelten ein Gefühl von nervöser Melancholie und Introspektion, das ihre Musik unglaublich besonders machte. [...] Diese Songs stecken voller genialer Ideen, und es fühlt sich heute nach wie vor toll an, Marquee Moon zu hören.“

## Trivia
1984 benannte sich die Berliner Gothic-Rock-Band Marquee Moon nach dem Album. Sie löste sich 1997 auf.
2003 benannte sich die Gitarren-orientierte Band Marquee Moon auf der spanischen Insel Teneriffa nach dem Album. Sie löste sich 2007 auf.